# Stesichora quadristrigata
Stesichora quadristrigata är en fjärilsart som beskrevs av Warren. Stesichora quadristrigata ingår i släktet Stesichora och familjen Uraniidae. Inga underarter finns listade i Catalogue of Life.